# Beat the Boots III
Albums de Frank Zappa
Lumpy Money
(2009) Philly '76
(2009)
Beat the Boots III est une série de six bootleg de Frank Zappa sortie en janvier et février 2009 et disponible uniquement en téléchargement légal. Il s'agit d'une sortie officielle de Zappa Records, la maison de disques de Frank Zappa.
Cette sortie numérique est l'occasion de souligner une progression technologique : Beat The Boots I était disponible en coffret vinyl, Beat the Boots II l'était en CD, et Beat the Boots III bénéficie d'une distribution dématérialisée.
Cette compilation mélange toutes les périodes, de la période d'avant les Mothers of Invention à la tournée internationale de 1988. Tout comme ses deux prédécesseurs, Beat the Boots III reprend de vrais bootlegs, diffusés illégalement : Apocrypha, Around the World, Big Mother Is Watching You, Pigs & Repugnant, Randomonium, Return Of The Son Of Serious Music, Son Of Pigs & Repugnant, Zut Alors

## Liste des titres

### Disque 1
| No  | Titre                         | Durée       |
| --- | ----------------------------- | ----------- |
| 1.  | Vpro Intro                    | 24 s        |
| 2.  | Status Back Baby              | 1 min 19 s  |
| 3.  | Ned The Mumbler               | 1 min 46 s  |
| 4.  | Toads Of The Short Forest     | 1 min 48 s  |
| 5.  | In Memorium, Hieronymus Bosch | 5 min 02 s  |
| 6.  | Oh, In The Sky                | 2 min 27 s  |
| 7.  | Directly From My Heart To You | 5 min 45 s  |
| 8.  | Twinkle Tits                  | 10 min 09 s |
| 9.  | T'Mershi Duween               | 2 min 18 s  |
| 10. | Black Napkins                 | 4 min 31 s  |
| 11. | Dong Work For Yuda            | 2 min 54 s  |
| 12. | Mo's Vacation                 | 4 min 09 s  |
| 13. | The Black Page #2             | 2 min 58 s  |
| 14. | Suicide Chump                 | 9 min 11 s  |

### Disque 2
| No  | Titre                                       | Durée      |
| --- | ------------------------------------------- | ---------- |
| 1.  | Heavy Dudy Judy                             | 4 min 40 s |
| 2.  | Pick Me, I'm Clean                          | 3 min 31 s |
| 3.  | Teen-Age Wind                               | 3 min 06 s |
| 4.  | Harder Than Yer Husband                     | 2 min 32 s |
| 5.  | Bamboozled By Love                          | 3 min 07 s |
| 6.  | Falling In Love Is A Stupid Habit           | 1 min 45 s |
| 7.  | This Is My Story                            | 1 min 21 s |
| 8.  | Whipping Post                               | 6 min 26 s |
| 9.  | Clownz On Velvet                            | 5 min 55 s |
| 10. | In France                                   | 3 min 53 s |
| 11. | Broken Hearts Are For Assholes              | 5 min 47 s |
| 12. | I Am The Walrus                             | 3 min 40 s |
| 13. | America The Beautiful                       | 3 min 15 s |
| 14. | America Drinks & Goes Home                  | 51 s       |
| 15. | Studebacher Hoch (from Billy the Mountain)  | 6 min 07 s |
| 16. | Don't Fuck Around (from Billy the Mountain) | 1 min 32 s |
| 17. | Too On The Town                             | 22 s       |
| 18. | Truck Driver Divorce                        | 1 min 26 s |

### Disque 3
| No | Titre                              | Durée       |
| -- | ---------------------------------- | ----------- |
| 1. | The World's Greastest Sinner       | 11 min 58 s |
| 2. | Spontaneous Minimalist Composition | 2 min 00 s  |
| 3. | Sinister Footwear                  | 26 min 08 s |
| 4. | The Black Page                     | 2 min 05 s  |
| 5. | Pedro's Dowry                      | 8 min 27 s  |
| 6. | None Of The Above                  | 6 min 29 s  |

### Disque 4
| No | Titre                             | Durée       |
| -- | --------------------------------- | ----------- |
| 1. | The Eric Dolphy Memorial Barbeque | 10 min 15 s |
| 2. | Hundry Freaks, Daddy              | 3 min 39 s  |
| 3. | The Wild Man Fischer Story        | 3 min 39 s  |
| 4. | I'm The Meany                     | 1 min 36 s  |
| 5. | Bacon Fat                         | 3 min 50 s  |
| 6. | King Kong                         | 29 min 15 s |

### Disque 5
| No  | Titre                                                    | Durée       |
| --- | -------------------------------------------------------- | ----------- |
| 1.  | The Retunr Of The Hunchback Duke                         | 8 min 39 s  |
| 2.  | Help, I'm A Rock                                         | 5 min 20 s  |
| 3.  | What It Was                                              | 10 min 10 s |
| 4.  | Medley: Son Of Mr.Green Genes/King Kong/Chunga's Revenge | 21 min 25 s |
| 5.  | Watts                                                    | 5 min 19 s  |
| 6.  | Penguin In Bondage                                       | 5 min 12 s  |
| 7.  | T'Mershi Duween                                          | 1 min 52 s  |
| 8.  | The Dog Breath Variations                                | 1 min 47 s  |
| 9.  | Uncle Meat                                               | 2 min 34 s  |
| 10. | Rondo Hattom On Guitar                                   | 5 min 13 s  |

### Disque 6
| No  | Titre                               | Durée       |
| --- | ----------------------------------- | ----------- |
| 1.  | Ride My Face To Chicago             | 3 min 16 s  |
| 2.  | I'm The Slime                       | 4 min 25 s  |
| 3.  | Be In My Video                      | 3 min 23 s  |
| 4.  | He's So Gay                         | 2 min 27 s  |
| 5.  | Cocksucker's Ball                   | 1 min 03 s  |
| 6.  | WPLJ                                | 1 min 37 s  |
| 7.  | What's New In Baltimore?            | 2 min 49 s  |
| 8.  | Hot Plate Heaven At The Green Hotel | 3 min 21 s  |
| 9.  | Carol You Fool                      | 3 min 58 s  |
| 10. | Chana In The Bushwap                | 3 min 57 s  |
| 11. | Kreega Bundola                      | 15 min 14 s |
| 12. | I'm The Slime                       | 3 min 13 s  |
| 13. | The Purple Lagoon                   | 3 min 52 s  |
| 14. | Peaches En Regalia                  | 3 min 23 s  |
| 15. | Dancin' Fool                        | 3 min 56 s  |
| 16. | The Meek Shall Inherit Nothing      | 3 min 33 s  |
| 17. | St. Alphonzo's Pancake Breakfast    | 4 min 17 s  |